# 뉴스에듀
뉴스에듀신문은 나비미디어그룹의 교육전문언론단체로 뉴스에듀TV(아하TV), 월간뉴스에듀 등 자매지를 두고 있다. 발행인겸 대표이사는 이희선이다. 이 대표는 홍보대행사 출신으로 한국교육신문연합회 부회장 겸 사무총장을 겸직하고 있다. 뉴스에듀는 부설 국제학생기자단(단장 이인권), 인기강사와 명강사 및 스타강사 커뮤니티 한국스타강사연합회를 운영중이다. 또한 뉴스에듀신문은 2016년 자격증센터를 구축하여 인성교육지도사, 심리상담사, 부모교육지도사, 창직지도사, 학교안전지도사, 체험학습안전지도사, 진로교육지도사 과정의 민간자격증 온.오프라인 자격증 과정을 운영중이다. 뉴스에듀는 지난 2014년부터 대한민국 인성교육대상과 대한민국 교육공헌대상, 대한민국 교육브랜드대상 등 교육관련 시상식을 제정하여 진행하고 있다.

## 개요
'모든 국민은 교육자다'라는 창간정신으로 누구나 국민기자로 참여해 자신의 교육관을 게재할 수 있다. 2020년 6월 현재 교사, 교수, 종교인, 교수, 교육전문가, 교사, 청소년 지도사, 정치인, 시도 교육위원, 학생 등 450여명의 국민기자가 기사 및 칼럼을 게재하고 있다.
2012년 10월 미디어 다음(Daum.net), 네이트(nate.net)과 뉴스검색 제휴, 2013년 7월 줌뉴스(zum.com), 2015년 3월 구글뉴스(google.co.kr)와 뉴스 제휴를 맺었다.

## 주요 내용
주요 사업분야
- 교육관련 뉴스서비스
- 기업교육, 직원교육
- 취업/창업 교육
- 청소년 인성교육
- 출판사업
- 문화/이벤트
- 글로벌교육대상

## 한국언론사협회
뉴스에듀신문 사단법인 한국언론사협회 회원사이다. 국내외 주요 언론사와 언론사 대표 등 각 분야 전문가들로 구성된 한언협은 회원사 외 120여 언론사와 기사와 컨텐츠를 공유한다.

## 관련 인물
발행인 및 주요 편집위원
- 이희선: 발행인/대표 교육그룹 더필드(구 해병대 전략 캠프) 훈련본부장 한국언론사협회 사무처장, 한국교육신문연합회 이사장, 한국시니어그룹 회장 에스선샤인 태양광발전소 유지보스 O&M 마케팅본부장
- 김순복 : 뉴스에듀신문 부회장, 나비미디어그룹 대표이사(사장)
- 이승재 사)좋은나라국민운동본부 총재, 한국SNS신문방송인클럽 총재, 취업뽀개기 명예회장
- 사단법인 한국언론사협회 강영한 사무총장 지뉴스데일리 발행인/대표기자  : 편집위원
- 이윤태 엑스포뉴스 발행인/대표이사, 대한민국베스트브랜드협회 이사장 : 자문위원
- 한국신문방송기자협회 국용호 사무총장 : 자문위원
- 한국품성교육협회 안주영 이사장 : 자문위원
- 한국기업교육협의회 뉴스에듀신문 주판준 사무국장, S&HRA 대표 : 편집위원
- 한국힙합문화협회 김승기 사무총장 : 편집위원
- 함현진 마술사 한국교육마술협회 회장 : 편집위원
- 김채현 아나운서, MC, 사회자 : 편집위원
- 브랜드가치연구소 이준호 소장 : 편집위원, 취업뽀개기 공동대표
- 이인권: 문화예술위원장 (전 소리문화의전당 대표) : 편집위원
- 유종현: 고문, 편집위원, 건설워커 대표이사
- 유종욱: (건설워커 총괄이사, 부사장) : 편집위원
- 김시출: (미디어잡 대표 디자이너잡 대표) : 편집위원
- 이인용: (샵마넷 대표, 패션워크 대표) : 편집위원
- 최명복: (사단법인 아리인 이사장, 전 서울시교육위원) : 편집위원
- 가재산: (피플스그룹협동조합 이사장): 편집위원
- 도기영 변호사 (법무법인 '국민' 대표변호사): 편집위원
- 조재천 (인키움 대표이사) : 편집위원
- 서필환 (서필환 성공사관학교 교장) : 편집위원
- 이창호 (이창호스피치리더십연구소 대표): 편집위원
- 박영만 (마케팅홍보연구소장): 편집위원
- 이희찬 (한국요가협회회장): 편집위원
- 전성수 (고려아카데미컨설팅 대표이사): 편집위원
- 김종영 (국대 청소연구소 대표이사) : 편집위원
- 김수노 (에스선샤인 대표이사) 편집위원

## 같이 보기
- 뉴데일리
- 이투뉴스
- 이투데이
- 위키트리
- 시티신문
- 데일리서프라이즈
- 경제투데이
- 스포츠한국
- 한국언론사협회
- 브레이크뉴스
- 이뉴스투데이
- 스타저널
- 선데이뉴스
- 국악신문사
- 충남도민일보
- 전남인터넷신문
- 한국시민기자협회
- 한국인권신문
- 레저뉴스
- 엑스포뉴스
- 시사우리신문
- 한국시민기자협회
- 뉴스와인
- 나눔뉴스
- 뉴민주신문
- 동포투데이
- 조은뉴스
- 시정일보
- 중부뉴스통신
- 도민일보
- 타임뉴스
- 한국무예신문
- 중앙뉴스
- 한국창업경제뉴스
- KDA뉴스
- 굿뉴스365
- 구미뉴스
- 세종nTV
- 한국미디어일보
- 이코노미뉴스
- 뉴스앤충청
- 이타임스
- 한국인터넷뉴스
- KJT뉴스
- 충청인터넷신문
- 기독교저널
- [[시티앤방송]
- 파워블로그연합신문
- 구미조은뉴스
- 한중연합일보